# Benjamin List
Benjamin List (Frankfurt am Main, 11 januari 1968) is een Duits scheikundige, een van de directeuren is van het Max-Planck-Institut für Kohlenforschung en hoogleraar organische chemie aan de Universiteit van Keulen. Hij is mede-ontwikkelaar van de organokatalyse, een methode om chemische reacties te versnellen en efficiënter te maken. In 2021 deelde hij de Nobelprijs voor Scheikunde met David MacMillan "voor de ontwikkeling van asymmetrische organokatalyse".

## Biografie
Benjamin List werd geboren in een familie van wetenschappers en kunstenaars uit de hogere klasse van Frankfurt. Hij is een achterkleinzoon van de cardioloog Franz Volhard en een achterachterkleinzoon van chemicus Jacob Volhard. Hij is een neef van de Duitse Nobelprijswinnaar Christiane Nüsslein-Volhard, die in 1995 de Nobelprijs voor Fysiologie of Geneeskunde ontving. Zij is de zus van zijn moeder, architect Heidi List.
List studeerde in 1993 af aan de Vrije Universiteit Berlijn met een graad in scheikunde. Hij promoveerde in 1997 aan de Johann Wolfgang Goethe Universiteit in Frankfurt am Main onder Johann Mulzer op het onderwerp van de synthese van een vitamine B12 semicorrin. Na een postdoctoraal verblijf aan het Scripps Research Institute in La Jolla, Verenigde Staten, waar hij werkte aan katalytische antilichamen, werd hij van 1999 tot 2003 benoemd tot assistent-professor aan het Scripps Research Institute op de afdeling Moleculaire Biologie. In 2003 keerde hij terug naar Duitsland, waar hij voor het eerst werkgroepleider werd bij het Max-Planck-Institut für Kohlenforschung en waar hij in juli 2005 directeur werd.

## Onderzoek
List wordt beschouwd als een van de grondleggers van de asymmetrische organokatalyse, die niet-metalen en niet-enzymkatalysatoren gebruikt. In het bijzonder ontdekte hij, terwijl hij nog universitair docent was, de mogelijkheid om het aminozuur proline (een natuurlijk voorkomende organische stof) te gebruiken als een efficiënte chirale katalysator. Dit vindt plaats in intermoleculaire aldolreacties, waarbij, geïnduceerd door proline, koolstofatomen van twee verschillende moleculen aan elkaar worden gebonden. Hij ontdekte asymmetrische katalyse (vooral Asymmetric Counteranion Directed Catalysis, ACDC).
Tevens ontwikkelde hij nieuwe methoden voor de organische katalyse van textiel, waarbij oplosbare organische katalysatoren en textiel gebonden worden. Deze methoden kunnen bijvoorbeeld helpen om water te behandelen waar mensen zijn afgesneden van de watervoorziening. Asymmetrische organokatalyse is vooral belangrijk in bioactieve organische verbindingen, waar de chiraliteit van de moleculen cruciaal is, zoals bij de productie van geneesmiddelen. Op 6 oktober 2021 kreeg hij samen met David MacMillan de Nobelprijs voor Scheikunde "voor de ontwikkeling van asymmetrische organokatalyse".

## Onderscheidingen
List heeft talloze prijzen en onderscheidingen ontvangen. Onder andere de Gesellschaft Deutscher Chemiker (GDCh) eerde hem in 2003 met de Carl Duisberg Memorial Prijs. Verder ontving hij in 2004 de studiebeurs van het Fonds der Chemischen Industrie. In 2012 ontving hij de Otto Bayer-prijs van 75.000 euro en in 2013 de Ruhr-prijs voor kunst en wetenschap. In 2016 ontving hij een Gottfried Wilhelm Leibnizprijs. In 2019 gaf hij een plenaire lezing op het GDCh-Wissenschaftsforum Chemie (Very Strong and Confined Chiral Acids: Universal Catalysts for Asymmetric Synthesis?).
List was in 2005 gasthoogleraar aan de Gakushūin Universiteit in Tokyo en in 2008 aan de Zuid-Koreaanse Sungkyunkwan Universiteit. Sinds 2004 is hij hoogleraar aan de Universiteit van Keulen (Instituut voor Organische Chemie). In 2018 werd hij verkozen tot lid van de Deutsche Akademie der Wissenschaften Leopoldina.
1901: Van 't Hoff ·
1902: E. Fischer ·
1903: Arrhenius ·
1904: Ramsay ·
1905: Baeyer ·
1906: Moissan ·
1907: Buchner ·
1908: Rutherford ·
1909: Ostwald ·
1910: Wallach ·
1911: Curie ·
1912: Grignard, Sabatier ·
1913: Werner ·
1914: Richards ·
1915: Willstätter ·
1918: Haber ·
1920: Nernst ·
1921: Soddy ·
1922: Aston ·
1923: Pregl ·
1925: Zsigmondy ·
1926: Svedberg ·
1927: Wieland ·
1928: Windaus ·
1929: Harden, Euler-Chelpin ·
1930: H. Fischer · 
1931: Bosch, Bergius ·
1932: Langmuir ·
1934: Urey ·
1935: F. Joliot-Curie, I. Joliot-Curie ·
1936: Debye ·
1937: Haworth, Karrer ·
1938: Kuhn ·
1939: Butenandt, Ružička ·
1943: Hevesy · 
1944: Hahn ·
1945: Virtanen ·
1946: Sumner, Northrop, Stanley ·
1947: Robinson · 
1948: Tiselius · 
1949: Giauque ·
1950: Diels, Alder ·
1951: McMillan, Seaborg ·
1952: Martin, Synge ·
1953: Staudinger ·
1954: Pauling ·
1955: Vigneaud ·
1956: Hinshelwood, Semjonov ·
1957: Todd ·
1958: Sanger ·
1959: Heyrovský ·
1960: Libby ·
1961: Calvin ·
1962: Perutz, Kendrew ·
1963: Ziegler, Natta ·
1964: Hodgkin ·
1965: Woodward ·
1966: Mulliken ·
1967: Eigen, Norrish, Porter ·
1968: Onsager ·
1969: Barton, Hassel ·
1970: Leloir ·
1971: Herzberg ·
1972: Anfinsen, Moore, Stein · 
1973: E.O. Fischer, Wilkinson · 
1974: Flory ·
1975: Cornforth, Prelog ·
1976: Lipscomb ·
1977: Prigogine · 
1978: Mitchell ·
1979: Brown, Wittig ·
1980: Berg, Gilbert, Sanger ·
1981: Fukui, Hoffmann ·
1982: Klug ·
1983: Taube ·
1984: Merrifield ·
1985: Hauptman, Karle ·
1986: Herschbach, Lee, Polanyi ·
1987: Cram, Lehn, Pedersen ·
1988: Deisenhofer, Huber, Michel ·
1989: Altman, Cech ·
1990: Corey ·
1991: Ernst ·
1992: Marcus ·
1993: Mullis, Smith ·
1994: Olah ·
1995: Crutzen, Molina, Rowland ·
1996: Curl, Kroto, Smalley ·
1997: Boyer, Walker, Skou ·
1998: Kohn, Pople ·
1999: Zewail ·
2000: Heeger, MacDiarmid, Shirakawa ·
2001: Knowles, Noyori, Sharpless ·
2002: Fenn, Tanaka, Wüthrich ·
2003: Agre, MacKinnon ·
2004: Ciechanover, Hershko, Rose ·
2005: Grubbs, Schrock, Chauvin ·
2006: Kornberg ·
2007: Ertl ·
2008: Shimomura, Chalfie, Tsien ·
2009: Steitz, Yonath, Ramakrishnan ·
2010: Heck, Negishi, Suzuki ·
2011: Shechtman ·
2012: Kobilka, Lefkowitz ·
2013: Karplus, Levitt, Warshel ·
2014: Betzig, Hell, Moerner ·
2015: Lindahl, Modrich, Sancar ·
2016: Sauvage, Stoddart, Feringa ·
2017: Dubochet, Frank, Henderson · 
2018: Arnold, Winter, Smith ·   
2019: Goodenough, Whittingham, Yoshino ·
2020: Charpentier, Doudna ·
2021: List, MacMillan ·
2022: Bertozzi, Meldal, Sharpless ·
2023: Bawendi, Brus, Jekimov ·
2024: Baker, Hassabis, Jumper
- Bibsys: 10026198
- Gemeinsame Normdatei: 118156187
- International Standard Name Identifier: 0000 0001 1642 9678
- Library of Congress Control Number: nb2010011792
- Nationale Bibliotheek van Tsjechië: mub2014838992
- Nationale Bibliotheek van Israël: 987007342125405171
- Nederlandse Thesaurus van Auteursnamen: 326187006
- ORCID: 0000-0002-9804-599X
- Système universitaire de documentation: 143313053
- Virtual International Authority File: 52479051
- WorldCat: E39PBJbRjBtcC8bvVJptXCgtKd